# くるくる鮨
『くるくる鮨』（くるくるずし）は、日本のロックバンドくるりによる初のビデオクリップ集。

## 解説
メジャーデビュー曲の「東京」から、この『くるくる鮨』をリリースした当時の最新曲である「ロックンロール」まで、また、当時の最新アルバム『アンテナ』から｢花の水鉄砲｣のビデオクリップを集めた作品である。

## 収録曲
1. 東京
2. 虹
3. 青い空
4. 街
5. 春風
6. ワンダーフォーゲル
7. ばらの花
8. リバー
9. ワールズエンド・スーパーノヴァ
10. 男の子と女の子
11. HOW TO GO
12. すけべな女の子
13. ハイウェイ
14. ロックンロール
15. 花の水鉄砲
16. レコーディングドキュメント2002年10月～2004年1月